# アントニオ・デ・メンドーサ

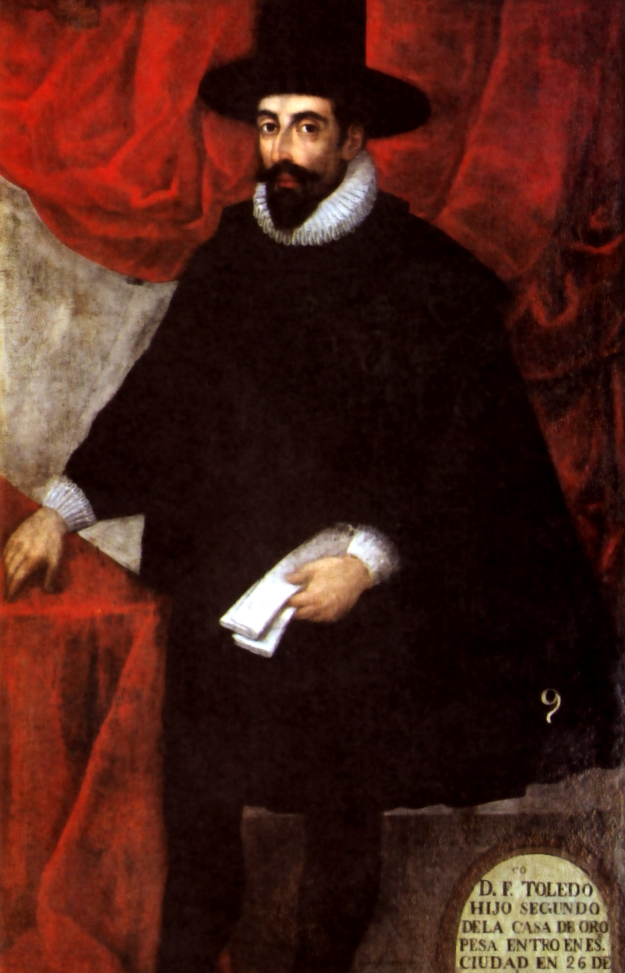
アントニオ・デ・メンドーサ

アントニオ・デ・メンドーサ・イ・パチェコ（Antonio de Mendoza y Pacheco、1490年 - 1552年7月21日）は、初代ヌエバ・エスパーニャ副王（在職期間1535年 - 1550年）であり、第2代ペルー副王（1551年 - 1552年）でもあった。
第5代ヌエバ・エスパーニャ副王のロレンソ・スアレス・デ・メンドーサはアントニオのまたいとこにあたる。

## 生涯
メンドーサは今のスペインのカスティーリャ・ラ・マンチャ州グアダラハラ県モンデハルに生まれたが、アルカラ・ラ・レアルあるいはバリャドリードの生まれとする文献もある。メンドーサ家 (House of Mendoza) はスペイン有数の貴族の家柄であり、曾祖父の初代サンティジャーナ侯爵イニゴ・ロペス・デ・メンドーサ (Íñigo López de Mendoza, 1st Marquis of Santillana) はルネサンス詩人として知られる。父親の初代モンデハル侯爵イニゴ・ロペス・デ・メンドーサはグラナダ王国の征服に参加し、グラナダ総監およびアルハンブラ宮殿の城代 (es:alcaide) をつとめた。1515年に父が没すると、兄のルイス・ウルタードが総監の職をついだ。
翌年国王フェルナンドが没して後継問題が発生すると、メンドーサ家はカルロス（後の神聖ローマ皇帝カール5世）を支持した。アントニオ・デ・メンドーサは1526年以来カルロス王と面識を持ち、その外交使節としてヨーロッパ各地を訪問した。1528年にはレオン州（今のエストレマドゥーラ州に相当）の総督に任命された。

### ヌエバ・エスパーニャ副王
イサベル王妃は早くからアメリカに副王を立てる意向を持っていたが、カルロスの皇帝戴冠式（1530年）などのために遅れた。メキシコ司教フアン・デ・スマラガからの報告によってイサベルは1531年に再びヌエバ・エスパーニャ副王を任命しようとしたが、実際にカルロス王がメンドーサを副王に任命したのは1535年4月17日のことだった。メンドーサは同年11月14日にメキシコシティに入った。
当時のヌエバ・エスパーニャにはエルナン・コルテス、ヌエバ・ガリシアのヌーニョ・デ・グスマン、ユカタンのフランシスコ・デ・モンテーホ、グアテマラのペドロ・デ・アルバラードがいて、しばしば対立しあっていた。
メンドーサの重要な任務のひとつに探検があった。メンドーサは北西にあるというキビラやシボラの町の噂を聞き、1539年にハリスコ総督フランシスコ・バスケス・デ・コロナドに探検を依頼した。また大西洋と太平洋を結ぶ伝説のアニアン海峡を発見するためにフアン・ロドリゲス・カブリリョを派遣した。彼は今のカリフォルニア州を初めて訪れた西洋人になった。またルイ・ロペス・デ・ビリャロボスに太平洋の探検を依頼し、彼は今のフィリピンに到達した。
メンドーサは学校、新しい道路、病院を設立した。農業の振興も行った。1536年には司教フアン・デ・スマラガと共同でトラテロルコに先住民貴族の子弟を教えるための教育機関であるコレヒオ・デ・サンタクルスを設立した。1551年には聖職者を養成するための王立・教皇庁立メキシコ大学（メキシコ国立自治大学の前身）が設立された。1541年には西部の領土を統一するためにバリャドリード（今のモレリア）を建設した。
メンドーサの治世には先住民の多くの抵抗活動もあった。スペインによるユカタン半島の植民地化は大きな抵抗にあったが、平定されて1542年にティホ（今のメリダ）が作られた。1540年にはヌエバ・ガリシアでミシュトン戦争が発生したが、メンドーサ自身が大軍を率い、1541年末に反乱は完全に鎮圧された。
1542-1543年にバルトロメ・デ・ラス・カサスの新法が制定されると、奴隷所有の権利を失うことになるエンコメンデロによる騒ぎが起きた。メンドーサは新法の施行を差し止め、ラス・カサスの試みは失敗に終わった。1545年に王室は新法を改訂することになった。
1545年には伝染病によって人口が激減し、経済的にも大打撃を被った。メンドーサは病院を建設して伝染病の蔓延を防ごうとした。

### メンドーサ絵文書
1540年代にメンドーサはスペイン王室のためにアステカ文明を紹介する書物の編纂を依頼した。これが『メンドーサ絵文書』である。メンドーサ絵文書はアステカ絵文書の中でもっとも重要なものであり、全部で3つの部分から構成されている。第1部はメシカの皇帝による征服史であり、第2部は各地からアステカへの貢納品を記す。第3部はアステカ人の生活を生誕から死亡まで順を追って説明したもので、植民地化以前の伝統的な絵文書には見られない新しい内容である。

### ペルー副王
ペルーでは内乱が続いていたため、王室は経験を持つ人間にペルーを治めさせようとした。またメンドーサがヌエバ・エスパーニャに自らの世襲王朝を立てることも懸念されていた。このため王室は1549年7月4日にメンドーサにペルー副王への転任を命じ、ヌエバ・エスパーニャ副王はルイス・デ・ベラスコが引きつぐことになった。
メンドーサは1551年9月12日にリマに到着した。しかしながらすでに病身であり、1552年7月21日に没した。ペルーの統治が安定するのは第5代副王のフランシスコ・デ・トレド以降のことである。